# ناوچه کلاس هرماینی
ناوچه کلاس هرماینی (به انگلیسی: Hermione-class frigate) یک کلاس از کشتی است که طول آن 37.4 metres می‌باشد.